# 솔로몬의 위증 (드라마)
《솔로몬의 위증》은 2016년 12월 16일부터 2017년 1월 28일까지 방영된 JTBC 금토 드라마이다. 2012년 출간된 일본의 유명 작가 미야베 미유키의 동명 소설을 원작으로 극화하여, 학교에서 벌어진 동급생의 추락사에 얽힌 진실을 찾기 위해 나선 학생들의 교내재판을 중심으로 이야기를 풀어간다.

## 줄거리
학교 과학실에서 이소우(서영주 분)는 많은 학생들이 보는 가운데 동급생인 최우혁(백철민 분)에게 일방적으로 폭력을 당한 피해자다. 하지만 막강한 권력과 부를 지닌 우혁의 아버지로 인해 곧바로 학교폭력위원회가 열리게 되고, 피해자인 소우가 가해자로 둔갑되어 학교폭력위원회에 회부된다.
그리고 친구 아버지인 학교 법무팀장 한경문(조재현 분)은 소우에게 부모를 생각하라며 학교의 제안을 받아들일 것을 종용한다. 우혁의 아버지가 학교폭력위원회 위원이기 때문에 최고의 징계를 내릴 거라고 우려해, 학교가 제안한 것은 아직도 유효하다며 다른 명문고에 전학 갈 수 있게 알아봐 준다고 한다. 지난 일을 발설하지 않는 조건으로 이 학교만 떠나기만 해준다면 완전히 없던 일로 만들어주겠다고 한다. 하지만 그 속내를 아는 소우는 기록은 지울 수 있지만 사람의 머리에 든 기억은 어떻게 지울 수 있는 거냐며 그 제안을 거절한다.
또 한편으로는 그 싸움을 본 학생들에게 진술서를 받으려 하지만 어느 누구도 나서지 않는데, 학생들은 진실을 알지만 진술서를 쓴 후 우혁에게 당할 괴롭힘을 견뎌낼 사람은 없기 때문이다. 그리고 소우는 믿었던 고서연(김현수 분)마저 침묵하는 것을 알게 되고, 학폭위가 3일 만에 열리지만 불참하고 스스로 학교를 떠나게 된다. 그렇게 소우가 떠난 지 2주가 흐른 뒤 등교하던 친구 배준영(서지훈 분)과 서연은 눈속에 파묻힌 소우의 시체를 발견하게 된다.
학교측은 학교의 이미지가 나빠질까 봐 적당한 금액으로 보상을 해 주고 자살 사건을 덮으려 하고, 학교측 압력으로 결국 경찰 수사도 자살로 사건을 마무리 짓는다. 하지만 소우가 우혁에게 살해당한 것을 목격했다는 내용의 고발장이 서연에게 도착하며 자살 사건이 타살 사건일 수 있다는 새로운 국면으로 치닫게 된다.

## 등장 인물

### 주요 인물
| 연기자 | 배역                      | 소설판          | 배역 설명                          |
| ------ | ------------------------- | --------------- | ---------------------------------- |
| 김현수 | 고서연 역                 | 후지노 료코     | 교내재판 검사                      |
| 장동윤 | 한지훈 역 (아역 : 이시훈) | 간바라 가즈히코 | 교내재판 변호인                    |
| 서지훈 | 배준영 역                 | 노다 겐이치     | 교내재판 변호인 보조               |
| 서영주 | 이소우 역                 | 가시와기 다쿠야 | 교내재판 원고, 자살한 학생         |
| 조재현 | 한경문 역                 |                 | 정국재단 법무팀장, 지훈의 양아버지 |

### 정국고 2학년 1반
| 연기자 | 배역                 | 소설판          | 배역 설명            |
| ------ | -------------------- | --------------- | -------------------- |
| 신세휘 | 이주리 역            | 미야케 주리     | 고발장 발신인        |
| 백철민 | 최우혁 역            | 오이데 슌지     | 교내재판 피고        |
| 우기훈 | 김민석 역            | 이노우에 야스오 | 교내재판 판사        |
| 안솔빈 | 이유진 역            | 구라타 마리코   | 교내재판 검사 보조   |
| 김소희 | 김수희 역            | 후루노 아키코   | 교내재판 검사 보조   |
| 안승균 | 최승현 역            |                 | 교내재판 변호인 보조 |
| 서신애 | 박초롱 역 (특별출연) | 아사이 마쓰코   | 고발장 발신인        |
| 이도겸 | 이성민 역            | 하시다 유타로   | 최우혁 패거리        |
| 학진   | 김동현 역            | 이구치 미쓰루   | 최우혁 패거리        |

### 정국고 교직원
| 연기자 | 배역               | 소설판          | 배역 설명             |
| ------ | ------------------ | --------------- | --------------------- |
| 신은정 | 김선생 역          | 기타오 선생     | 재판 동아리 담당 선생 |
| 오윤홍 | 학생주임 역        | 다카기 학생주임 |                       |
| 지이수 | 담임 역            | 모리우치 에미코 |                       |
| 유하복 | 교장 역            | 쓰자키 마사오   |                       |
| 류태호 | 김수철 역          |                 | 정국고 교감           |
| 이호재 | 정국재단 이사장 역 |                 |                       |

### 주변 인물
| 연기자 | 배역             | 소설판        | 배역 설명                                      |
| ------ | ---------------- | ------------- | ---------------------------------------------- |
| 안내상 | 고상중 역        | 후지노 다케시 | 서울 남부경찰서 수사과 경제팀장, 서연의 아버지 |
| 김여진 | 서연의 어머니 역 | 후지노 구니코 |                                                |
| 심이영 | 오주연 역        | 사사키 레이코 | 서울 남부경찰서 강력계 형사, 본 사건 담당 형사 |
| 허정도 | 박현민 역        | 모기 에쓰오   | 본 사건 취재 기자                              |
| 최준용 | 최무성 역        | 오이데 마사루 | 무성산업 사장, 우혁의 아버지                   |
| 김정영 | 주리의 어머니 역 |               |                                                |
| 이경심 | 준영의 어머니 역 |               |                                                |
| 강인기 | 준영의 아버지 역 |               |                                                |
| 엄수정 | 민석의 어머니 역 |               |                                                |

### 그 외
- 김오복[깨진 링크(과거 내용 찾기)] : 후배피디 역
- 김정학 : 미술교사 역
- 이민한 : 오 형사의 후배 형사 역
- 소희정 : 우혁의 어머니 역
- 남정희 : 우혁의 할머니 역
- 손선근 : 경찰서장 역
- 김나래 : 고예지 역 - 서연의 동생
- 김나리 : 고예나 역 - 서연의 동생
- 박규영 : 백혜린 역 - 최우혁의 여자친구
- 신현아 : 기자 역

### 특별출연
| 연기자 | 배역      | 소설판            | 배역 설명    |
| ------ | --------- | ----------------- | ------------ |
| 최덕문 | 김상덕 역 | 가키우치 미나에   | 학교 경비원. |
| 여회현 | 이태우 역 | 가시와기 히로유키 | 이소우의 형. |

## 시청률
최저 시청률과 최고 시청률은 시청률 조사회사와 지역별로 시청률에 차이가 있을 수 있습니다.
| 2016년 | 2016년    | 2016년     | 2016년      |
| 회차   | 방송일    | AGB 시청률 | TNmS 시청률 |
| ------ | --------- | ---------- | ----------- |
| 제1회  | 12월 16일 | 1.422%     | 1.5%        |
| 제2회  | 12월 17일 | 1.106%     | 0.6%        |
| 제3회  | 12월 23일 | 1.731%     | 1.3%        |
| 제4회  | 12월 24일 | 0.970%     | 1.0%        |
| 2017년 |           |            |             |
| 제5회  | 1월 6일   | 1.614%     | 1.1%        |
| 제6회  | 1월 7일   | 0.836%     | 0.6%        |
| 제7회  | 1월 13일  | 1.204%     | 1.2%        |
| 제8회  | 1월 14일  | 1.268%     | 1.1%        |
| 제9회  | 1월 20일  | 1.537%     | 1.3%        |
| 제10회 | 1월 21일  | 0.730%     | 0.7%        |
| 제11회 | 1월 27일  | 1.142%     | 1.3%        |
| 제12회 | 1월 28일  | 0.722%     | 0.8%        |

## 결방 사유
- 2016년 12월 30일 : 《팬텀싱어》의 특집 방송으로 인해 결방[3]
- 2016년 12월 31일 : 《뭉쳐야 뜬다》의 특집 방송으로 인해 결방[3]

## 동시간대 드라마
tvN 금토드라마
- 《쓸쓸하고 찬란하神 - 도깨비》 (2016년 12월 2일 ~ 2017년 1월 21일)